# Вьетнамоведение
Вьетнамове́дение (вьетнами́стика) (вьет. Nghiên cứu Việt Nam) — совокупность научных дисциплин, изучающих язык, историю, экономику, культуру, искусство, религию, философию, этнографию, памятники материальной и духовной культуры Вьетнама. Специалисты, работающие в сфере вьетнамоведения или же вьетнамистики называются вьетнамове́дами/вьетнами́стами.

## Вьетнамоведение в России
В России интерес к истории и культуре Вьетнама возник в конце прошлого столетия, а их систематизированное изучение — только в 40-е годы XX века. Это связано прежде всего с политическим сближением СССР и СРВ, обусловившее, в том числе, государственное поощрение вьетнамских исследований. Как отмечал в 1966 году основатель отечественного востоковедения, в том числе и вьетнамоведения А. А. Губер: «Следует признать, что вьетнамоведение в советской науке столь же молодо, как молода сама Демократическая Республика Вьетнам, …лишь после II мировой войны можно говорить о начале подлинного изучения Вьетнама. Его истории, культуры, языка советскими исследователями».
Несмотря на молодость российского вьетнамоведения, к настоящему моменту оно сумело добиться больших успехов и является одной из развитых отраслей российской исторической науки. В отличие от своих зарубежных коллег, в основном занимающихся современными проблемами и историей XX века (особым вниманием пользуется война во Вьетнаме), российские вьетнамисты в большинстве своём занимаются изучением древней истории и культуры Вьетнама; то есть, практически не изученными и не изучаемыми в мире проблемами.
В числе успехов российского вьетнамоведения переводы на русский язык главных вьетнамских хроник: «Краткая история Вьета» (А. Б. Поляков) и «Полное собрание исторических записок Дайвьета» (К. Ю. Леонов, А. Н. Никтин, А. Л. Федорин), что стало первым их переводом на европейские языки.
Одними из наиболее выдающихся советских и российских вьетнамистов принято считать Д. В. Деопика, О. В. Новакову, В. В. Иванова, А. А. Соколова, А. П. Шилтову, А. Л. Федорина, А. Н. Никитина, М. А. Сюннерберга и многих других. Такое значительное количество вьетнамистов советской и российской школы подтверждает о высоких достижениях российской школы вьетнамоведения. Более подробно с деятельностью советских и российских вьетнамистов можно ознакомиться на странице Список русскоязычных вьетнамоведов.
Образовательные и научные центры вьетнамоведения в России:
- Институт востоковедения РАН
- Институт Дальнего Востока РАН
- Институт стран Азии и Африки при МГУ
- Восточный факультет СПбГУ
- Школа региональных и международных исследований ДВФУ
- Институт классического Востока и античности НИУ ВШЭ (ранее Институт восточных культур и античности РГГУ)
- МГИМО (У) МИД России
- Всероссийская академия внешней торговли
- Военные вузы

Вышеперечисленные учреждения осуществляют набор студентов-вьетнамистов на программы бакалавриата, специалитета и магистратуры, часть из которых может специализироваться на разных аспектах вьетнамоведения.

## Во Вьетнаме
Научное направление «вьетнамоведение» официально появилось во Вьетнаме в 2001 году по инициативе Министерства образования и подготовки кадров. По состоянию на 2008 год, 76 университетов и колледжей по всей стране работают по этой специальности; наиболее значимым из них считается Вьетнамский национальный университет в Ханое.

## В мире
В настоящий момент несколько крупных университетов в Соединенных Штатах Америки работают по программе «вьетнамские исследования», в том числе Хьюстонский, Калифорнийский и Йельский университеты. Также можно отметить Токийский университет иностранных языков и Карлов университет в Праге с программой «этнография Вьетнама» (с 2004 года в Чехии действует клуб «Ханой», объединяющий специалистов по ЮВА). В Германии вьетнамоведение входит в программу Гамбургского университета (с 1982 год), а также некоторое время преподавалось в Берлинском университете (с 1970 по 1998 год).